# 心理測驗
心理測驗是透過分析參加者在一份特定的測驗中所選擇的答案，從而解釋及/或分析參加者的心理、性格、喜好或個人觀點等的研究方法。測驗內的問題可以是選擇題、填充題，甚至是畫圖等。
大多數心理測驗只會顯示據作答者所答而得出的結果，而沒有心理學學術推理過程或臨床統計數據。專業的心理測驗會有符合資格的心理學家為參加者詳細解釋參加者所選擇不同答案的原因，從而幫助參加者更能了解本身的心理素質。
心理統計學是心理測驗的主要基礎之一。
網際網路（尤其是社群網站）上有以提供個人資訊為條件的免費心理測驗，這些測驗被用於市場調查（包括競選）等目的；劍橋分析公司事件為其中知名案例之一。